# 不思議なソメラちゃん
『不思議なソメラちゃん』（ふしぎなソメラちゃん）は、ちょぼらうにょぽみによる日本の4コマ漫画作品。『まんがぱれっとLite』（一迅社）vol.6（2008年8月発売）からvol.38（最終号、2011年4月発売）まで連載された。単行本は全2巻。
2015年4月にテレビアニメ化が発表され、同年10月より12月まで放送された。これに連動して『まんが4コマぱれっと』（同社）2015年6月号より4年ぶりの新シリーズとなる『不思議なソメラちゃん オートクチュール』（ふしぎなソメラちゃん オートクチュール）の連載が開始され、2018年7月号まで連載された。

## ストーリー
野乃本ソメラは亡き父母より継承された「野乃本魔法拳」の使い手のニートの少女。今日も妹のククルや友人の天童雫らを巻き添えにし、目先の欲望を満たすためのトンデモ行動を巻き起こすのであった。

## 登場人物
「ぱれっとOnline」での人物紹介ではソメラ・ククルの苗字が「野々本」と表記されているが、正確には「野乃本」である。
野乃本 ソメラ（ののもと ソメラ）
声 - 仲谷明香
主人公のニートの少女で魔法と拳法を組み合わせた「野乃本魔法拳」の使い手。欲望と生活費（楽して手に入れることに限定）の為に生きる。
野乃本 ククル（ののもと ククル）
声 - 本渡楓
ソメラの妹。姉よりはまともな人物で従順な性格だが、それが災いして姉のパシリにされることが多い。
天童 雫（てんどう しずく）
声 - 桃河りか / 茅野愛衣（あいまいみー）
ソメラの家の近所に住む、彼女の友人。脳みそはソメラと同程度の低レベル。
松嶋 あい（まつしま あい）
声 - 長縄まりあ
失踪した姉を探している少女。
コノミ
声 - 茅野愛衣
ククルの友人（自称）で、彼女にストーカーのごとく付きまとう。
メヌースー
声 - 長縄まりあ（壱乃拳） / 田中あいみ（弐乃拳） / 桃河りか（親メヌースー(参乃拳)） / 本渡楓（四乃拳） / 木野日菜（伍乃拳） / 高橋花林（解説、仔メヌースー(参乃拳)、メヌースーに乗る女の子） / 茅野愛衣、仲谷明香、桃河りか（六乃拳） / 本渡楓、桃河りか（七乃拳） / 大坪由佳（八乃拳） / 内田彩（拾乃拳） / 中村桜（拾壱乃拳） / 内田真礼（拾弐乃拳） / 向清太朗、本渡楓（拾参乃拳）
不思議生物。アニメ冒頭ではメヌースーに関する情報がミニコーナーとして放送されている。
蛯原愛、麻衣、ミィニャ・メーニッヒ、ぽのか先輩
声 - 大坪由佳（愛） / 内田彩（麻衣） / 内田真礼（ミイ） / 茅野愛衣（ぽのか）
同じ原作者による漫画『あいまいみー』の登場人物。モブキャラとして登場しており、アニメでは第6話のワンシーンだけ登場した。

## 書籍情報
- ちょぼらうにょぽみ『不思議なソメラちゃん』一迅社〈4コマKINGSぱれっとコミックス〉全2巻
  1. 2010年7月22日発売 ISBN 978-4-7580-8093-4
  2. 2011年6月22日発売 ISBN 978-4-7580-8126-9
- ちょぼらうにょぽみ『不思議なソメラちゃん オートクチュール』一迅社〈4コマKINGSぱれっとコミックス〉全3巻
  1. 2015年12月22日発売 ISBN 978-4-7580-8255-6
  2. 2017年2月22日発売 ISBN 978-4-7580-8281-5
  3. 2018年7月21日発売 ISBN 978-4-7580-8311-9

## テレビアニメ
2015年10月より12月まで『ちょぼらうにょぽみ劇場-新章- 不思議なソメラちゃん』（ちょぼらうにょぽみげきじょう-しんしょう- ふしぎなソメラちゃん）のタイトルで、テレ玉、AT-Xほかにて、5分枠のショートアニメとして放送された。地上波放送では初回1週間前の同時間帯に出演声優による宣伝番組『万華鏡を作ってソメラちゃんをPR!』（配信版では「第0話」としている）を放送。
本作と同じくちょぼらうにょぽみ原作の『あいまいみー』（アニメのタイトルは『ちょぼらうにょぽみ劇場 あいまいみー』）とほぼ同じスタッフが再結集し、さらに同作に続いて向清太朗がナレーション兼声優として出演するなど『ちょぼらうにょぽみ劇場』の新シリーズとして位置づけられている。
2015年12月26日に全12話とTV未放映エピソードを収録したBlu-ray / DVDが発売された。

### スタッフ
- 原作 - 『不思議なソメラちゃん』『不思議なソメラちゃん オートクチュール』（原作者：ちょぼらうにょぽみ、一迅社『まんが4コマぱれっと』連載中）
- 監督・キャラクターデザイン・脚本・絵コンテ・演出・作画監督・原画 - いまざきいつき
- 色彩設計 - 藤木由香里
- 撮影監督・編集 - 堀川和人
- 美術 - NAMU Animation
- 音楽 - 羽鳥風画
- 音楽制作 - studio CHANT
- 音響監督 - 大室正勝
- 音響制作 - ダックスプロダクション
- プロデューサー - 大類大知、新宿五郎、斉田秀之、安倍孝二、山崎明日香、平田実、出口雅史、堀江拓
- 制作プロダクション - ドリームクリエイション
- アニメーション制作 - セブン
- 製作著作 - 野乃本魔法拳道場

### 主題歌
オープニング主題歌「プリズムMAX 〜平成維新フルHDリマスター版〜」
作詞 - 森永桐子 / 作曲・編曲 - 羽鳥風画 / ギター演奏 - マーティ・フリードマン
歌 - 野乃本ソメラ（仲谷明香）、野乃本ククル（本渡楓）、天童雫（桃河りか）、松嶋あい（長縄まりあ）
エンディング「ノーギャラ絵描き唄」（壱乃拳 - 伍乃拳、八乃拳、拾参乃拳）
作詞 - ちょぼらうにょぽみ / 作曲 - いまざきいつき / 編曲 - 羽鳥風画 / 歌 - ニーコ
エンディング「ノーギャラ絵描き唄 -第二章-」（六乃拳、拾乃拳、拾壱乃拳）
作詞 - ちょぼらうにょぽみ / 作曲 - 不詳（アメリカ民謡） / 編曲 - いまざきいつき・羽鳥風画 / 歌 - ニーコ
エンディング「ノーギャラ絵描き唄 -新章-」（七乃拳、拾弐乃拳）
作詞 - ちょぼらうにょぽみ / 作曲 - いまざきいつき / 編曲 - 羽鳥風画 / 歌 - いまざきいつき
「ちょっとHなうなぎの唄」（四乃拳挿入歌）
作詞 - ちょぼらうにょぽみ / 作曲 - いまざきいつき / 編曲 - 羽鳥風画 / 歌 - 天童雫（桃河りか）、松嶋あい（長縄まりあ）

### 各話リスト
サブタイトルは『始まってるよ！○○!!』で統一。
| 話数                  | サブタイトル                                 | 絵描き唄                                      |
| --------------------- | -------------------------------------------- | --------------------------------------------- |
| 壱乃拳                | 始まってるよ！これが野乃本魔法拳!!           | 野乃本ソメラ                                  |
| 弐乃拳                | 始まってるよ！第一回新キャラオーディション!! | 野乃本ククル                                  |
| 参乃拳                | 始まってるよ！宇宙からの侵略者!!             | 天童雫                                        |
| 四乃拳                | 始まってるよ！松嶋大人気!!                   | 松嶋あい                                      |
| 伍乃拳                | 始まってるよ！Dr.ウォミーの人類殲滅計画!!    | コロ                                          |
| 六乃拳                | 始まってるよ！ククルとメスぱっくん!!         | コノミ                                        |
| 七乃拳                | 始まってるよ！ソメラVS松嶋!!                 | ラッコ                                        |
| 八乃拳                | 始まってるよ！創造神ドムンペルグ!!           | 創造神ドムンペルグ                            |
| 九乃拳                | 始まってるよ！松嶋とさようなら組み換え!!     | なし                                          |
| 拾乃拳                | 始まってるよ！クリスマスの侵入者!!           | いまざきいつき                                |
| 拾壱乃拳              | 始まってるよ！全人類抹殺作戦!!               | 人造人間1260号・エリー                        |
| 拾弐乃拳              | 始まってるよ！ソメラちゃん最終回!!           | 「失業保険」の文字                            |
| 拾参乃拳 （TV未放映） | 始まってるよ！その後のソメラちゃん!!         | 銃鋼魔兵エクサ・デオドロス ちょぼらうにょぽみ |

### 放送局
| 放送期間                  | 放送時間                     | 放送局     | 対象地域 | 備考                        |
| ------------------------- | ---------------------------- | ---------- | -------- | --------------------------- |
| 2015年10月7日 - 12月23日  | 水曜 23:55 - 24:00           | AT-X       | 日本全域 | 製作参加 / リピート放送あり |
| 2015年10月9日 - 12月25日  | 金曜 1:00 - 1:05（木曜深夜） | テレ玉     | 埼玉県   | 製作参加                    |
|                           | 金曜 1:30 - 1:35（木曜深夜） | KBS京都    | 京都府   |                             |
| 2015年10月10日 - 12月26日 | 土曜 1:45 - 1:50（金曜深夜） | tvk        | 神奈川県 |                             |
| 2015年10月13日 - 12月29日 | 火曜 2:30 - 2:35（月曜深夜） | サンテレビ | 兵庫県   |                             |

| 配信期間         | 配信時間        | 配信サイト         | 備考                                                      |
| ---------------- | --------------- | ------------------ | --------------------------------------------------------- |
| 2015年10月19日 - | 月曜 21:00 更新 | ニコニコチャンネル | 10月12日に第0話配信 第0話・第1話無料、第2話以降1週間無料  |
|                  |                 | バンダイチャンネル | 10月12日に第0話配信 第0話・第1話無料 有料会員は全話見放題 |